# Melanne Verveer
Pour les articles homonymes, voir Verveer.
Melanne S. Verveer, née le 24 juin 1944 à Pottsville (Pennsylvanie), est une diplomate et femme politique américaine.
Elle est l'une des fondatrices et présidente de Vital Voices Global Partnership, une ONG qui promeut les femmes dirigeantes dans les pays en développement. Elle a été la chef de cabinet de la Première dame Hillary Clinton à la Maison-Blanche.
Le 7 mars 2009, elle est désignée par le président Barack Obama ambassadrice itinérante, dépendant du département d'État, pour occuper un nouveau poste consacré aux problèmes que rencontrent les femmes dans le monde.